# Przepękla pospolita
Przepękla pospolita, balsamka pospolita (Momordica balsamina L.) – gatunek rośliny rocznej z rodziny dyniowatych. Występuje w południowej i środkowej Afryce, w południowej części Półwyspu Arabskiego, na subkontynencie indyjskim i w Australii. Poza tym uprawiany i zdziczały na terenach tropikalnych i subtropikalnych.

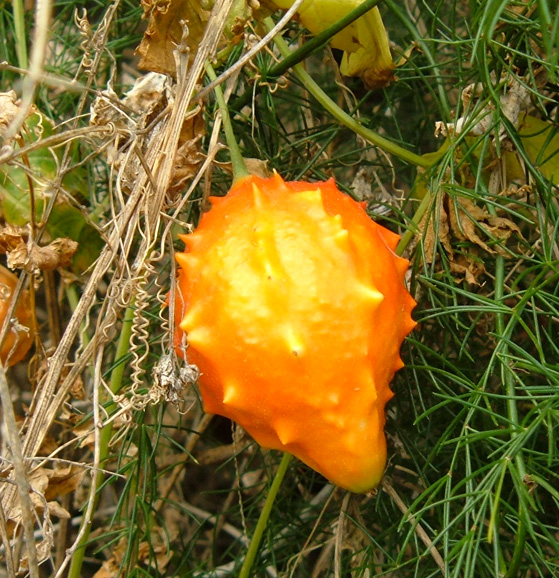
Owoc przepękli pospolitej

## Morfologia
ŁodygaGładka lub lekko owłosiona, płożąca lub pnąca do 2–4 m długości z długimi wąsami czepnymi.
LiścieDłoniaste, pięcioklapowe, w jaskrawozielonym kolorze.
KwiatyRozdzielnopłciowe, promieniste, 5-łatkowe, korona kwiatowa lejkowata w kolorze bladożółtym. Wewnątrz korony 1 słupek i 4 pręciki zrośnięte parami oraz 1 wolny.
OwoceCzerwone, brodawkowate, w kształcie jajowatym lub wrzecionowatym do 8 cm długości.

## Zastosowanie
- Dojrzałe owoce nadają się do spożycia na surowo, niedojrzałe są spożywane po zasoleniu.
- Roślina ozdobna.
- Lokalnie owoce stosowane są w lecznictwie.